# Fortune Global 500 (2015)
Navigation
Fortune Global 500 (2014) Fortune Global 500 (2016)
Le Fortune Global 500 (2014) est le classement établi par le magazine économique américain Fortune des 500 plus grandes entreprises mondiales classées par leur chiffre d'affaires de 2014.

## Classement par entreprise
Le tableau ci-dessous présente les 25 plus grandes entreprises mondiales (world's largest companies) classées par le chiffre d'affaires en 2014, selon le classement  Fortune Global 500 publié en juillet 2015 par le magazine Fortune. Les chiffres d'affaires et les bénéfices sont exprimés en millions de dollars américains.
| Rang | Nom                                         | Siège social   | Pays         | Chiffre d'affaires (millions $) | Bénéfice (millions $) | Employés  | Branche                                   | Directeur général (CEO)        | Évolution 2014 |
| ---- | ------------------------------------------- | -------------- | ------------ | ------------------------------- | --------------------- | --------- | ----------------------------------------- | ------------------------------ | -------------- |
| 1.   | Walmart                                     | Bentonville    | États-Unis   | 482 130                         | 14 694                | 2 300 000 | Commerce de détail                        | Doug McMillon                  | (=)            |
| 2.   | State Grid Corporation                      | Pékin          | Chine        | 329 601                         | 10 201                | 927 839   | Électricité                               | Shu Yinbiao                    | (+5)           |
| 3.   | China National Petroleum Corporation        | Pékin          | Chine        | 299 271                         | 7 091                 | 1 589 508 | Pétrole                                   | Wang Yilin                     | (+1)           |
| 4.   | Sinopec                                     | Pékin          | Chine        | 294 344                         | 3 595                 | 810 538   | Pétrole                                   | Wang Yupu                      | (-2)           |
| 5.   | Royal Dutch Shell                           | La Haye        | Pays-Bas     | 272 156                         | 1 939                 | 90 000    | Pétrole                                   | Ben van Beurden                | (-2)           |
| 6.   | ExxonMobil                                  | Irving         | États-Unis   | 246 204                         | 16 150                | 75 600    | Pétrole                                   | Rex Tillerson                  | (-1)           |
| 7.   | Volkswagen                                  | Wolfsbourg     | Allemagne    | 236 600                         | −1 520                | 610 076   | Automobile                                | Matthias Müller                | (+1)           |
| 8.   | Toyota Motor                                | Toyota         | Japon        | 236 592                         | 19 264                | 348 877   | Automobile                                | Akio Toyoda                    | (+1)           |
| 9.   | Apple                                       | Cupertino      | États-Unis   | 233 715                         | 53 394                | 110 000   | Électronique                              | Tim Cook                       | (+6)           |
| 10.  | BP                                          | Londres        | Royaume-Uni  | 225 982                         | −6 482                | 79 800    | Pétrole                                   | Robert W. Dudley               | (-4)           |
| 11.  | Berkshire Hathaway                          | Omaha          | États-Unis   | 210 821                         | 24 083                | 331 000   | Finance                                   | Warren Buffett                 | (+3)           |
| 12.  | McKesson                                    | San Francisco  | États-Unis   | 192 487                         | 2 258                 | 68 000    | Pharmacie                                 | John Hammergren                | (+4)           |
| 13.  | Samsung Electronics                         | Séoul          | Corée du Sud | 177 440                         | 16 532                | 319 000   | Électronique                              | Oh-Hyun Kwon                   | (=)            |
| 14.  | Glencore Xstrata                            | Baar           | Suisse       | 170 497                         | −4 964                | 102 388   | Négoce en matières premières              | Ivan Glasenberg                | (-4)           |
| 15.  | Banque industrielle et commerciale de Chine | Pékin          | Chine        | 167 227                         | 44 098                | 466 346   | Banque                                    | Yi Huiman                      | (+3)           |
| 16.  | Daimler AG                                  | Stuttgart      | Allemagne    | 165 800                         | 9 345                 | 284 015   | Automobile                                | Dieter Zetsche                 | (+1)           |
| 17.  | UnitedHealth                                | Minnetonka     | États-Unis   | 157 107                         | 5 813                 | 200 000   | Assurance maladie                         | Stephen J. Hemsley             | (+18)          |
| 18.  | CVS Health                                  | Woonsocket     | États-Unis   | 153 290                         | 5 237                 | 199 000   | Pharmacies, produits cosmétiques et soins | Larry Merlo (en)               | (+12)          |
| 19.  | EXOR                                        | Turin          | Italie       | 152 591                         | 825                   | 303 247   | Finance                                   | John Elkann                    | (=)            |
| 20.  | General Motors                              | Detroit        | États-Unis   | 152 356                         | 9 687                 | 215 000   | Automobile                                | Mary Barra                     | (+1)           |
| 21.  | Ford Motor Company                          | Dearborn       | États-Unis   | 149 158                         | 7 373                 | 199 000   | Automobile                                | Mark Fields (businessman) (en) | (+6)           |
| 22.  | China Construction Bank                     | Pékin          | Chine        | 147 910                         | 36 303                | 369 183   | Banque                                    | Wang Zuji                      | (+7)           |
| 23.  | AT&T                                        | Dallas         | États-Unis   | 146 801                         | 13 345                | 281 450   | Télécommunications                        | Randall L. Stephenson (en)     | (+10)          |
| 24.  | Total                                       | Courbevoie     | France       | 143 421                         | 5 087                 | 96 019    | Pétrole                                   | Patrick Pouyanné               | (-13)          |
| 25.  | Hon Hai Precision Industry                  | Nouveau Taipei | Taïwan       | 141 213                         | 4 627                 | 1 060 000 | Électronique, informatique                | Terry Gou                      | (+6)           |

## Classement par pays
| Rang | Pays            | Nombre | %    |
| ---- | --------------- | ------ | ---- |
| 1.   | États-Unis      | 134    | 26,8 |
| 2.   | Chine           | 103    | 20,6 |
| 3.   | Japon           | 52     | 10,4 |
| 4.   | France          | 29     | 5,8  |
| 5.   | Allemagne       | 28     | 5,6  |
| 6.   | Grande-Bretagne | 25     | 5,0  |
| 7.   | Corée du Sud    | 15     | 3,0  |
| 8.   | Suisse          | 15     | 3,0  |
| 9.   | Pays-Bas        | 12     | 2,4  |
| 10.  | Canada          | 11     | 2,2  |
| 11.  | Italie          | 9      | 1,8  |
| 12.  | Espagne         | 9      | 1,8  |
| 13.  | Australie       | 8      | 1,6  |
| 14.  | Inde            | 7      | 1,4  |
| 15.  | Brésil          | 7      | 1,4  |